# Comostola francki
Comostola francki är en fjärilsart som beskrevs av Louis Beethoven Prout 1935. Comostola francki ingår i släktet Comostola och familjen mätare. Inga underarter finns listade i Catalogue of Life.